# Бетіка обпалена
Бетіка обпалена, бетіка іспанська (Baetica ustulata) — вид прямокрилих комах родини коників (Tettigoniidae). Ендемік Іспанії. 

## Поширення
Ендемік Іспанії. Поширений лише у горах Сьєрра-Невада у провінціях Гранада та Альмерія на півдні країни.

## Чисельність
Чисельність виду може досягати щільності близько 500 особин/га. Таким чином, цей вид вважається поширеним у всьому ареалі. Особини не літають, і вважається, що поточна популяція скорочується через постійні загрози. Цей вид демонструє повторювальні коливання чисельності популяції, при цьому кількість зрілих особин коливається щонайменше в десять разів. Тому вважається, що він демонструє екстремальні коливання кількості зрілих особин. Прогнозується постійне зменшення кількості зрілих особин через кліматичні зміни.

## Охорона
Раритетний вид комах, занесений до Червоного списку МСОП (охоронна категорія: вид перебуває у небезпечному стані). Крім того, Baetica ustulata охороняється в Європі і занесена до Додатку ІІ Бернської конвенції (охоронна категорія: вид підлягає особливій охороні), а також до Директиви Європейського Союзу 92/43/ЄС «Про збереження природних оселищ та видів природної фауни і флори» (Додаток ІІ. Види рослин і тварин, що становлять особливий інтерес для Європейського Союзу, збереження яких потребує створення територій особливої охорони. Додаток IV. Види рослин і тварин, що становлять особливий інтерес для Європейського Союзу, які потребують суворих заходів охорони).